# Antonín Janoušek
Antonín Janoušek (Nymburk, 22 d'agost de 1877 – ?, 30 de març de 1941) fou un periodista i polític comunista txec.
Sent un ajustador de motors, l'any 1895 esdevingué membre del Partit Socialdemòcrata. L'any 1906 esdevingué periodista obrerista i funcionari de sindicats de treballadors a l'Imperi Austrohongarès.
L'any 1919 dirigí la secció txeca i eslovaca del comitè central del Partit Comunista Hongarès. Entre el 20 de juny i el 7 de juliol de 1919 fou president del comitè revolucionari (predseda revolučného výboru) de la breu República Soviètica Eslovaca. L'any 1920 fou sentenciat pel règim hongarès de Miklós Horthy i lliurat a les autoritats txecoslovaques. L'any 1922, es traslladà a la Unió Soviètica, on esdevingué functionari del Consell d'Ajuda als Treballadors Internacional. Visqué a Txeboksari, Txuvàixia. Morí el 30 de març de 1941 "al llit", segons informà l'historiador V. Nálevka.